# Kvašeni cmoki
Kvašeni cmoki (nemško Germknödel, iz bavarščine/avstrijske nemščine Germ – kvas), v nekaterih regijah znani kot "sladki cmoki", je vrsta dušenih cmokov, peciva, ki je zelo razširjeno v avstrijski, češki in bavarski kuhinji. So različica kvašenih cmokov Hefekloßen.
Kvašeni cmoki so veliki, polkrožni cmoki iz kvašenega testa in polnjeni s slivovo marmelado (Powidl). Po kuhanju in tik pred serviranjem jih po klasičnem dunajskem načinu prelijemo s stopljenim maslom in potresemo z mešanico mletih makovih semen in sladkorja v prahu (makov sladkor).
Druga različica je, da jih prelijemo z maslom in/ali vanilijevo omako. V Južni Češki obstaja različica (kynuté borůvkové knedlíky), pri kateri se za nadev uporabljajo borovnice, za preliv pa naribano skuto. Kvašeni cmoki se vedno postrežejo topli.
Kvašene cmoke skuhamo v slanem kropu ali skuhamo na pari nad vrelo vodo.
Zaradi svoje velikosti so kvašeni cmoki običajno postrežejo kot glavna jed. Veliki proizvajalci jih ponujajo tudi kot pripravljen obrok, običajno s sivim makom in maslom.